# Пол Руто
Пол Руто (англ. Paul Ruto; нар. 3 листопада 1960) — кенійський легкоатлет, який спеціалізувався в бігу на середні дистанції.

## Спортивні досягнення
Чемпіон світу з бігу на 800 метрів (1993).
Брав участь у бігу на 800 метрів на чемпіонаті світу в приміщенні (1993), проте не пройшов далі попереднього забігу.
Срібний призер чемпіоната Африки у бігу на 800 метрів (1993).